# Festival de Antofagasta 2013
Le Festival de Antofagasta 2013 est la 5e édition annuelle du Festival de Antofagasta.

## Développement

### 1renuit
- Date: 13 février 2013

Artistes
- Garras de Amor
- Zip Zup (Humoriste)
- DJ Méndez

### 2enuit
- Date: 14 février 2013

Artistes
- Jowell & Randy
- Mauricio Flores (Humoriste)
- Julio Palacios y la Gran Sonora

### 3enuit
- Date: 15 février 2013

Artistes
- Dyango
- Natalia Cuevas (Humoriste)
- Yuri

### Sources
- (es) Cet article est partiellement ou en totalité issu de l’article de Wikipédia en espagnol intitulé « V Festival de Antofagasta » (voir la liste des auteurs).